# Adobe Photoshop Lightroom
Adobe Photoshop Lightroom 是由Adobe Systems公司发布的一款软件，旨在帮助专业摄影师的后期制作。它可以同时在OS X和Microsoft Windows系统上运行，2006年1月9日发布Mac系统试用版（Beta），7月18日发布Windows系统的试用版本，经过4个版本的测试以后，于2007年2月正式发布。它是Photoshop产品系列的一部分，这个系列还包括Photoshop CC和Photoshop Elements。
2017年開始Adobe Photoshop Lightroom CC更名為Lightroom Classic CC，並推出可跨桌面、行動裝置和網頁運作，使用雲端相片服務的Lightroom CC。

## 测试开发
Lightroom早在2002年就开始開发，早期的开发代码为Shadowland。而值得一提的是，该程式大约40%是使用Lua脚本语言编写的。2006年1月9日，Photoshop Lightroom的一个早期版本——直接命名为Lightroom的苹果电脑麦金塔系统版本在Adobe Labs网站上发布。这是Adobe公司第一次向公众发布公开测试版本征求反馈意见。这个方法后来也被用于Adobe Photoshop CS3版本的开发。之后测试版本不断更新，2006年7月18日公布Beta 3，开始加入对微软视窗系统的支持。9月25日公布Beta 4，将其加入Photoshop产品家族，之后的10月19日公布了局部修改的4.1测试版本。

## 正式发布
2007年1月29日，Adobe公司宣布Lightroom将于2007年2月19日上市，公开零售价格是299美元。第一次同期发布的除了英语版本以外，还有法语、德语和日语版本。

## 版本

### 3.0
Photoshop Lightroom 3.0 測試版本於2009年10月22日發佈。新功能如下：
- 新的雜訊控制功能
- 改善敏銳化相片功能
- 新的匯入相片模組
- 能加入浮水印
- 使相片顆粒化
- 發佈功能
- 自行選擇列印包

Photoshop Lightroom 3.0 第二個測試版本於2010年3月23日發佈。新功能如下：
- 新的光度雜訊控制功能
- 支援部份Nikon and Canon相機作拴繩拍攝（Tethered shooting）
- 基本影片支援Basic video file support
- 點曲線

Photoshop Lightroom 3.0 正式版本於2010年6月8日發佈，而此版本並無加進其他主要的新功能。所有在測試版本中包含的功能亦有包括內，新增了小功能如鏡頭修正、透視變換、一些功能上的改進及整體優化。

### 4.0
Photoshop Lightroom 4.0 版本於2012年3月5日發佈。由此版本開始，Lightroom 不再支援微軟作業系統 XP（Windows XP）。
新功能如下：
- 重建強光及陰影，以帶出在黑影及強光中的細節
- 以內建模版建立相簿
- 以拍攝地點來組織相片，將拍攝地點加到相片，並能顯示支援GPS相機的資料
- 用白平衡點選工具去微調相片局部的白平衡
- 更多選項去調整雜訊及移除相片局部的moiré
- 額外支援影片組織、瀏覽、微調及編輯
- 影片輸出工具以編輯及分享影片至Facebook及Flickr
- 能預覽從有顏色調整的打印機所打印的相片效果
- 從Lightroom直接發送電郵

### 5.0
Adobe Photoshop Lightroom 5.0 于2013年6月9日正式公开发布，其中于2013年4月15日发布过测试版。 此版本需要OSX 10.7或更高, Windows 7或Windows 8。
功能改进如下:
- 径向渐变可以使用椭圆形绘图
- 高级修复/克隆笔刷可与斑点去除工具用在同一区域
- 智能预览可允许离线查看图像修改结果
- 书本模块中能保存自定义输出
- PNG文件支持
- 在幻灯片模式下支持视频文件
- 其他更新，包含自动透视校正并增强智能集合

## 工作流程模式和特征
- 图片库：图片收藏管理
- 开发：RAW和JPEG文件的无损编辑
- 幻灯片：工具和导出性能
- 打印：排版选项和参照
- 网络：自动创建上传图库

## 外部連結
- Adobe公司產品網頁Adobe Photoshop Lightroom（页面存档备份，存于）（简体中文）
- Adobe公司產品網頁Adobe Photoshop Lightroom（页面存档备份，存于）（繁體中文）
- Adobe Photoshop Lightroom 3 最新參考書籍（页面存档备份，存于）（繁體中文）